# Kill’Em All for One
Kill'Em All for One – pierwsza trasa koncertowa zespołu Metallica; w jej trakcie odbyło się sześćdziesiąt koncertów.

## Program koncertów
1. "Hit the Lights"
2. "The Four Horsemen"
3. "Motorbreath"
4. "Jump in the Fire"
5. "Phantom Lord"
6. "No Remorse"
7. "(Anesthesia) Pulling Teeth"
8. "Whiplash"
9. "Seek & Destroy"
10. Guitar Solo
11. "Metal Militia"
12. "Creeping Death"
13. "The Call of Ktulu"
14. "Fight Fire with Fire"
15. "Blitzkrieg" (cover Blitzkrieg)
16. "Am I Evil?" (cover Diamond Head)

## Lista koncertów
1. 27 lipca 1983 – Nowy Brunszwik, New Jersey, USA – Royal Manor
2. 28 lipca 1983 – Bridgeport, Connecticut, USA – Utopia
3. 29 lipca 1983 – Yonkers, Nowy Jork, USA – Rising Sun
4. 30 lipca 1983 – Boston, Massachusetts, USA – The Rat
5. 31 lipca 1983 – Boston, Massachusetts, USA – The Rat
6. 2 sierpnia 1983 – Jamestown, Nowy Jork, USA – Melody Inn
7. 3 sierpnia 1983 – Buffalo, Nowy Jork, USA – Rooftops
8. 4 sierpnia 1983 – Rochester, Nowy Jork, USA – Riverboat
9. 5 sierpnia 1983 – Nowy Jork, USA – L'Amour East
10. 6 sierpnia 1983 – Nowy Jork, USA – L'Amour
11. 7 sierpnia 1983 – Nowy Jork, USA – Cheers
12. 9 sierpnia 1983 – Morganville, New Jersey, USA – Sports 9 Rock'N'Roll Heaven Arena
13. 10 sierpnia 1983 – Baltimore, Maryland, USA – Seagull
14. 11 sierpnia 1983 – Baltimore, Maryland, USA – Coast to Coast
15. 13 sierpnia 1983 – Chicago, Illinois, USA – Metro Chicago
16. 14 sierpnia 1983 – Milwaukee, Wisconsin, USA – Mickey's
17. 16 sierpnia 1983 – Bald Knob, Arkansas, USA – Bald Knob Amphitheatre
18. 17 sierpnia 1983 – Pine Bluff, Arkansas, USA – Pine Bluff Convention Centre
19. 18 sierpnia 1983 – Texarkana, Arkansas, USA – Texarkana Community College
20. 19 sierpnia 1983 – Russelville, Arkansas, USA – Tucker Coliseum
21. 20 sierpnia 1983 – Roland, Oklahoma, USA – Harry's
22. 22 sierpnia 1983 – Tyler, Teksas, USA – Harvey Hall
23. 24 sierpnia 1983 – Austin, Teksas, USA – The Nightlife
24. 25 sierpnia 1983 – San Antonio, Teksas, USA – Daddy's Nightclub
25. 26 sierpnia 1983 – Odessa, Teksas, USA – nieznane miejsce koncertu
26. 27 sierpnia 1983 – Portales, Nowy Meksyk, USA – Eastern New Mexico SU
27. 28 sierpnia 1983 – Las Cruses, Nowy Meksyk, USA – Corbett Center Ballroom
28. 30 sierpnia 1983 – Los Angeles, Kalifornia, USA – Country Club
29. 1 września 1983 – Palo Alto, Kalifornia, USA – Keystone
30. 2 września 1983 – Las Cruses, Nowy Meksyk, USA – Corbett Center Ballroom
31. 3 września 1983 – San Francisco, Kalifornia, USA – Club The Stone
32. 31 października 1983 – Palo Alto, Kalifornia, USA – Keystone
33. 4 listopada 1983 – Los Angeles, Kalifornia, USA – Country Club
34. 7 listopada 1983 – San Francisco, Kalifornia, USA – The Stone
35. 24 listopada 1983 – Palo Alto, Kalifornia, USA – KeyStone
36. 25 listopada 1983 – Berkeley, Kalifornia, USA – KeyStone
37. 26 listopada 1983 – San Francisco, Kalifornia, USA – The Stone
38. 14 grudnia 1983 – Milwaukee, Wisconsin, USA – The Palms
39. 15 grudnia 1983 – Chicago, Illinois, USA – Chicago Pavillion
40. 16 grudnia 1983 – Chicago, Illinois, USA – Chicago Pavillion
41. 18 grudnia 1983 – Cleveland, Ohio, USA – Agora Ballroom
42. 30 grudnia 1983 – Aberdeen Township, New Jersey, USA – Fountain Casino
43. 31 grudnia 1983 – Mount Vernon, Nowy Jork, USA – Left Bank
44. 14 stycznia 1984 – Boston, Massachusetts, USA – Channel Club
45. 21 stycznia 1984 – Valley Stream, Nowy Jork, USA – Rio Theater
46. 22 stycznia 1984 – Boston, Massachusetts, USA – Channel Club
47. 3 lutego 1984 – Zurych, Szwajcaria – Volkshaus
48. 5 lutego 1984 – Mediolan, Włochy – Teatro Tenda
49. 7 lutego 1984 – Norymberga, Niemcy – Hemmerleinhalle
50. 9 lutego 1984 – Paryż, Francja – Espace Ballard
51. 11 lutego 1984 – Zwolle, Holandia – Aardshock Festival
52. 12 lutego 1984 – Poperinge, Belgia – Maecke Blyde
53. 27 marca 1984 – Londyn, Anglia – Marquee Club
54. 8 kwietnia 1984 – Londyn, Anglia – Marquee Club
55. 6 czerwca 1984 – Lejda, Holandia – Stadgehoorzal
56. 7 czerwca 1984 – Frankfurt, Niemcy – Volksbildungsheim
57. 8 czerwca 1984 – Oldenzaal, Holandia – Jumbo
58. 9 czerwca 1984 – De Westereen, Holandia – Evenmentenhal
59. 10 czerwca 1984 – Poperinge, Belgia – Sportsfield
60. 20 lipca 1984 – San Francisco, Kalifornia, USA – Mabuhay Gardens